# Rodica Arba
Rodica Arba-Pușcatu (* 5. Mai 1962 in Bukarest) ist eine rumänische Ruderin.
Arba nahm erstmals an den Olympischen Spielen 1980 in Moskau teil, wo sie im Achter die Bronzemedaille gewann. Vier Jahre später gewann sie im Zweier ohne Steuermann die Goldmedaille. Einen Erfolg, den sie wiederum vier Jahre später, bei den Olympischen Spielen 1988 in Seoul wiederholen konnte. Außerdem gewann sie 1988 noch die Silbermedaille im Achter.